# Сторожев, Никита Леонидович
Никита Леонидович Сторожев (фр. Nikita Storojev, 1950, Харбин — 17 апреля 2023) — советский и французский оперный певец (бас), лауреат Международного конкурса имени П. И. Чайковского (2 премия, 1978), солист Большого театра СССР (1977—1981).

## Биография
Родился в семье русских эмигрантов в Харбине. Дед, работавший бухгалтером на КВЖД, был знаком с Фёдором Шаляпиным. Другом отца был Александр Вертинский.
В пятилетнем возрасте с родителями вернулся в СССР (в Свердловск). Учился на философском факультете Уральского университета в одно время с Геннадием Бурбулисом. Впоследствии закончил Московскую консерваторию.
После окончания консерватории работал в Московской филармонии. В 1990 году стал одним из участников учредительного собрания Ассоциации лауреатов Международного конкурса имени П. И. Чайковского.
С женой-мексиканкой познакомился в Московской консерватории, однако условием брака была эмиграция на родину жены. Эмигрировал в Мексику в 1983 году. После нескольких лет в Мексике Сторожев переезжает в Дюссельдорф (ФРГ), где у него был трёхлетний контракт. Затем переехал в Париж, где получил французское гражданство.
В 2000-е годы — доцент по вокалу и оперному искусству (англ. Associate Professor of Voice and Opera) Техасского университета в Остине (University of Texas at Austin).
Умер 17 апреля 2023 года в возрасте 73 лет.

## Творчество
Выступал совместно с Пласидо Доминго, Лучано Паваротти, Руджеро Раймонди, Катей Риччарелли и Николаем Гяуровым. Среди дирижёров, с которыми работал Никита Сторожев — Мстислав Ростропович, Владимир Ашкенази, сэр Джон Причард (Sir John Pritchard), Клаудио Аббадо, Неэме Ярви, Джон Нельсон (John Nelson) и Геннадий Рождественский.

## Творческие награды и премии
- 1978 — Лауреат Международного конкурса имени П. И. Чайковского, 2 премия (совместно с Валентином Пивоваровым; первая премия не присуждалась)[3].